# Nove giardini di Tokyo
I nove giardini di Tokyo sono nove spazi verdi storici all'interno dei quartieri speciali di Tokyo, originariamente privati e in seguito acquisiti dal Governo giapponese e aperti al pubblico.
I giardini sono tutti distinti per estensione, posizione, tipologia e periodo di realizzazione, ma accomunati dall'essere appartenuti all'aristocrazia politica, militare o religiosa giapponese e attualmente destinati al pubblico. Molti facevano parte delle ex residenze a Edo dei daimyō (feudatari) e oggi non ospitano più l'edificio, ma solo il terreno.
Oltre a questi nove, svariati altri ex giardini nobiliari giapponesi sono sopravvissuti, ma sono rimasti di uso privato: il giardino del Clan Matsudaira, ad esempio, è stato incamerato nell'area dove sorge l'Ambasciata d'Italia a Tokyo.

## Storia

Schema del Castello di Edo nel 1849 in cui si notano le fortificazioni kuruwa (曲輪) (mura & fossato) concentriche: 1~3 honmaru (prima kuruwa), 4~5 ni-no-maru (seconda kuruwa), 10~11 san-no-maru (terza kuruwa), 6~9 shi-no-maru (quarta kuruwa), 12~13 accampamenti militari, 14 area dei daimyō con le residenze kami yashiki.

### Fino al XVI secolo
L'area dell'attuale prefettura di Tokyo è storicamente interessata dal fenomeno della costruzione dei giardini fin dalla rifondazione della città a opera dello shōgun (generalissimo) Tokugawa Ieyasu a partire dal 1603. Al tempo la zona era nota col nome di Edo e presentava solo un minimo sviluppo urbano nella zona portuale e fortificazioni militare realizzate dal 1457 dal daimyō (feudatario) Ōta Dōkan. Alla fine del XVI secolo, Ieyasu acquisì nel corso di varie campagne militari otto feudi nella zona del Kantō, fra cui quello di Edo, e dal 1603 decise di stabilirvi la sua residenza e base operativa creando di fatto il terzo polo urbano del Giappone, a carattere militare, dopo la capitale politica Kyoto e il centro commerciale Osaka.

### Shogunato Tokugawa
Ieyasu ristrutturò radicalmente il castello costruito da Dōkan trasformandolo in una base militare di imponenti dimensioni (poi smantellata e attualmente trasformata nel Palazzo imperiale di Tokyo) per farne la sede dello shogunato Tokugawa, ovvero la dittatura militare che governò il Giappone fino al 1868. Durante questi 265 anni di regno Ieyasu e i suoi 14 eredi vararono una lunga serie di leggi in cui imponevano metodi coercitivi di controllo della popolazione piuttosto curiosi e dettagliati, fino a definire l'imposizione di colori per il vestiario in base alla classe sociale. Per soggiogare l'aristocrazia i Tokugawa usarono svariati metodi, i più vistosi dei quali furono il sankin kōtai e la residenza a Edo: il primo era una parata monumentale con cui i daimyō si trasferivano dal loro feudo a Edo e viceversa ogni anno, il secondo era l'obbligo di costruire una residenza nobiliare nei pressi del Castello di Edo dove far risiedere la famiglia del daimyō. Entrambi i metodi miravano a prosciugare le casse dei daimyō impedendo loro di organizzare rivolte contro lo shōgun, e in particolare l'obbligo di residenza a Edo presentava un risvolto psicologico poiché la moglie e i figli del daimyō erano de facto ostaggi dello shōgun, che esercitava su di loro potere di vita o di morte.
Con il tempo le residenze di Edo, per quanto obbligatorie, divennero "prigioni dorate" dei familiari dei daimyō, che in caso di ampie possibilità economiche potevano permettersi di mantenere più case. Furono organizzate tre aree concentriche a distanza progressiva dal castello dove costruire le magioni, dette yashiki, le quali si divisero quindi in tre categorie:
- Kami yashiki (上屋敷? "Residenza alta"): possedimento nelle vicinanze del castello, direttamente controllato dallo shōgun, solitamente di dimensioni contenute e abitato principalmente dalle donne di famiglia con i bambini piccoli.
- Naka yashiki (中屋敷? "Residenza media"): possedimento lontano dal castello, di dimensioni più piccole e abitato principalmente dagli uomini di famiglia una volta che avevano compiuto la maggiore età.
- Shimo yashiki (下屋敷? "Residenza bassa"): possedimento di campagna, fuori dalla zona urbana più densamente abitata e quindi più soggetta a incendi, di dimensioni spesso molto estese e usate dai daimyō come villa estiva o come casa di divertimento o residenza per le sue amanti.

Tutte queste residenze avevano sempre un giardino, che non era considerato un accessorio decorativo, ma parte integrante della casa come da tradizione architettonica giapponese fin dagli edifici shindenzukuri del Periodo Heian. Con il passare del tempo molte delle magioni originali sono andate completamente distrutte in seguito a incendi e distruzioni belliche; altre invece hanno perso gli edifici, ma hanno mantenuto almeno il giardino; altre ancora sono rimaste intatte compresi gli edifici: di queste aree sopravvissute, nove sono state incamerate dal Governo metropolitano di Tokyo e date in gestione all'Associazione dei parchi metropolitani di Tokyo (東京都公園協会?, Tōkyō-to kōen kyōdai).

## Elenco
L'Associazione dei parchi metropolitani di Tokyo gestisce in totale 77 fra parchi, giardini e aree verdi aperti al pubblico all'interno dei 23 quartieri speciali di Tokyo. Di questi, nove conservano un particolare valore storico, artistico o paesaggistico in virtù della loro origine come giardini privati dei daimyō a Edo.
Sono indicate dopo il punto e virgola ; eventuali onorificenze e categorie speciali in cui è inserito il giardino.
- Giardino di Hama rikyū; sito paesaggistico nazionale, sito paesaggistico speciale, sito storico speciale
- Giardino di Kyū Shiba rikyū (旧芝離宮恩賜公園?); sito paesaggistico nazionale
- Koishikawa Kōraku-en; sito paesaggistico nazionale, sito paesaggistico speciale, sito storico speciale
- Rikugi-en; sito paesaggistico nazionale, sito paesaggistico speciale
- Mukōjima hyakka-en (向島百花園?); sito paesaggistico nazionale
- Giardino di Kiyosumi (清澄庭園?)
- Giardino di Kyū Furukawa (旧古川庭園?); sito paesaggistico nazionale
- Giardino di Kyū Iwasaki-tei (旧岩崎邸庭園?)
- Giardino di Tono-ga-yato (殿ヶ谷戸庭園?); sito paesaggistico nazionale